# Lorenzo Caroti
Lorenzo Caroti (Cecina, 14 luglio 1997) è un cestista italiano, di ruolo playmaker.

## Carriera

### Club
Dopo essere cresciuto nel settore giovanile del Basket Cecina, con cui ha esordito in Serie B nel 2012, a quattordici anni, e dove ha militato per quattro stagioni, il 23 giugno 2016 passa alla Viola Reggio Calabria, militante in Serie A2, con cui firma un triennale. L'11 luglio 2018 esce dal contratto con la Viola Reggio Calabria firmando un biennale con la Blu Basket 1971. Il 15 giugno 2020 viene ingaggiato dalla Scaligera Basket Verona. Il 2 luglio 2022, firma un biennale con la Vanoli Cremona.

### Nazionale
È stato convocato in tutte le Nazionali giovanili italiane, arrivando a disputare l'EYOF con l'Italia under 16 e l'Europeo 2015 con l'Italia under 18. Ha partecipato, inoltre, al Campionato europeo maschile di pallacanestro Under-20 2017.

## Palmarès
- Campionato italiano dilettanti: 1

Amici Pall. Udinese: 2024-25
- Supercoppa LNP: 1

Vanoli Cremona: 2022
- Coppa Italia di Legadue: 1

Vanoli Cremona: 2023